# Раґіїні
Перев'язцеві (лат. Rhagiini Kirby, 1837 — реліктова триба жуків з родини Скрипунових, яка згідно молекулярних даних включає роди Перев'язник (Rhagium) і Козачка (Pachyta).

## Роди
У відповідності до молекулярної філогенії триба Перев'язцеві (Rhagiini) є базальною у підродині Тонкохвісткових (Lepturinae) і включає два підтверджені роди (подальші дослідження можуть розширити перелік родів):
- Перев'язник — Rhagium Fabricius, 1775
- Козачка — Pachyta Dejean, 1821